# Осек (гміна, Освенцимський повіт)
Гміна Осек (пол. Gmina Osiek) — сільська гміна у південній Польщі. Належить до Освенцимського повіту Малопольського воєводства.
Станом на 31 грудня 2011 у гміні проживало 8073 особи.

## Площа
Згідно з даними за 2007 рік площа гміни становила 41.18 км², у тому числі:
- орні землі: 76.00%
- ліси: 8.00%

Таким чином, площа гміни становить 10.14% площі повіту.

## Населення
Станом на 31 грудня 2011:
| Опис     | Загалом | Загалом | Чоловіки | Чоловіки | Жінки | Жінки |
| -------- | ------- | ------- | -------- | -------- | ----- | ----- |
| одиниця  | осіб    | %       | осіб     | %        | осіб  | %     |
| все      | 8073    | 100     | 3990     | 49.42    | 4083  | 50.58 |
| міське   | 0       | 100     | 0        |          | 0     |       |
| сільське | 8073    | 100     | 3990     | 49.42    | 4083  | 50.58 |

## Сусідні гміни
Гміна Осек межує з такими гмінами: Вепш, Кенти, Освенцим, Полянка-Велька.